# Le Survivant
Pour les articles homonymes, voir Le Survivant (homonymie).
Pour plus de détails, voir Fiche technique et Distribution.
Le Survivant (The Omega Man) est un film américain de science-fiction réalisé par Boris Sagal et sorti en 1971. Adapté du roman Je suis une légende de Richard Matheson (publié pour la première fois en 1954), il met en scène Charlton Heston dans le rôle principal.

## Résumé
À Los Angeles en 1977, l'ex-médecin militaire Robert Neville est l'un des rares survivants d'une guerre biologique entre l'Union soviétique et la Chine ayant tué la plupart de la population humaine en raison d'une épidémie mondiale qui a suivi, mais contre laquelle il était immunisé grâce à un vaccin expérimental, le 93-B71, qu'il avait fabriqué et s'était lui-même injecté.
Subsistent cependant d'étranges êtres déformés qui se nomment eux-mêmes "La Famille" et dont les séquelles de la guerre ont fait des mutants albinos nocturnes et très sensibles à la lumière. Menés par un chef psychotique, Jonathan Matthias, ils pensent que la science et la technologie sont la source de tous leurs malheurs et doivent être détruites. Vêtus de robes noires, ils n'utilisent que des objets primitifs (torches, arcs, flèches, catapultes...) et tentent d'effacer toute trace de progrès technique. C'est ainsi qu'ils considèrent Neville comme un vestige de cette société honnie et cherchent à le tuer.
À l'inverse, Neville, utilisant toutes les ressources technologiques disponibles, a aménagé un appartement situé au sommet d'un immeuble qu'il a fortifié et tient La Famille en respect grâce à un arsenal d'armes modernes (pistolets et fusils mitrailleurs, charges explosives, etc.).
Il ne sort que le jour afin de s'approvisionner dans les magasins abandonnés de la ville tout en cherchant le repaire de La Famille. La nuit tombée, il illumine son immeuble et les alentours afin de décourager les mutants qui se rassemblent néanmoins tous les soirs sous ses fenêtres en brûlant des livres et autres objets tout en vociférant.
Neville finit toutefois par être capturé et, après un simulacre de procès, est déclaré coupable d'hérésie et condamné à être brûlé. Il échappe cependant de peu à sa sentence grâce à une femme qu'il avait aperçue un peu plus tôt lors de l'une de ses patrouilles. Il découvre alors qu'il existe un autre groupe de survivants, non immunisés contre l'épidémie, mais qui n'ont pas muté et dont les enfants ont développé une résistance partielle à la maladie, leur permettant de rester à un stade pré-albinos. Le temps joue néanmoins contre eux et ils sont destinés à succomber à terme à l'épidémie, et à ainsi devenir de nouveaux membres de La Famille.
À la demande de ses nouveaux partenaires, Neville accepte d'essayer de recréer le vaccin 93-B71, mais il se rend compte que même s'il y parvenait, il lui faudrait des années pour sauver l'humanité. En revanche, la solution serait peut-être d'étendre son immunité aux autres en créant un sérum à partir de son sang. Une fois fabriqué, le sérum est injecté à Richie, le petit frère de Lisa, qui est sur le point de devenir lui-même un mutant.
L'expérience réussit et, une fois guéri, Richie part à la rencontre de La Famille pour essayer de les convaincre de prendre le sérum. Mais Matthias refuse de le croire, l'accuse d'avoir été envoyé par Neville pour leur nuire, et le tue.
Pendant que Neville part à la recherche de Richie (dont il finit par découvrir le cadavre), Lisa devient elle-même une mutante et le trahit en permettant aux membres de La Famille d'accéder à son immeuble fortifié. À son retour, Neville doit faire face à Matthias qui le contraint à assister à la destruction de son repaire. Il parvient toutefois à se libérer et, une fois dehors, tire au pistolet-mitrailleur sur Matthias qui profite de l'enrayement de l'arme pour lui lancer un javelot qui le blesse mortellement.
Le film se termine sur le départ à bord d'un véhicule d'un certain nombre de survivants munis du sérum que Neville, juste avant de mourir, leur a confié.

## Fiche technique
- Réalisation : Boris Sagal
- Scénario : John William Corrington et Joyce Hooper Corrington, d'après le roman Je suis une légende (I Am Legend) de Richard Matheson
- Musique : Ron Grainer, avec l'utilisation de la chanson Round Midnight de Cootie Williams
- Photographie : Russell Metty
- Montage : William H. Ziegler
- Production : Walter Seltzer
- Société de production : Walter Seltzer Productions
- Distribution : Warner Bros. Pictures
- Durée : 98 minutes
- Pays de production : USA
- Langue originale : anglais
- Genre : science-fiction post-apocalyptique, action
- Format : Coleur (Technicolor) - son mono
- Dates de sortie : 
  - États-Unis : 1er août 1971
  - France : 24 novembre 1971
- Affiche : Michel Landi (France)

## Distribution
- Charlton Heston (VF : Raymond Loyer) : Robert Neville
- Anthony Zerbe (VF : Gabriel Cattand) : Jonathan Matthias
- Rosalind Cash (VF : Rolande Forest) : Lisa
- Paul Koslo (VF : Jean-François Poron) : Dutch
- Eric Laneuville : Richie
- Lincoln Kilpatrick (VF : Henry Djanik) : Zachary
- Jill Giraldi : petite fille
- Anna Aries : femme dans la crypte du cimetière
- Brian Tochi : Tommy
- DeVeren Bookwalter : membre de la Famille
- John Dierkes : membre de la Famille
- Monika Henreid : membre de la Famille
- Linda Redfearn : membre de la Famille
- Forrest Wood : membre de la Famille

## Production
Le projet se monte à l'initiative de sa vedette Charlton Heston qui découvrit le roman de Richard Matheson au gré d'un voyage en avion. Ignorant tout de la première adaptation cinéma signée par Sidney Salkow en 1964, Je suis une légende, l'acteur se lança donc dans la production l'esprit dégagé de toute influence.

## Adaptation et remarques
Ce film est assez peu fidèle au livre de Matheson. Plusieurs personnages humains sont ajoutés et les membres de « La Famille » sont largement repensés en termes de secte[réf. nécessaire].
Le film montre une scène d'amour — dont un baiser — entre Neville et Lisa, un Blanc et une Noire, et serait l'une des premières représentations de cette nature dans un film américain ; l'équipe du film, dont la coscénariste Joyce H. Corrington, a plus tard émis l'hypothèse que le choix de l'actrice, ainsi que sa composition, avaient sans doute été influencés par la montée du mouvement Black Power.

### Autres adaptations du roman
- Je suis une légende, réalisée par Sidney Salkow, avec Vincent Price, sortie en 1964.
- La troisième et dernière version en date, Je suis une légende, du réalisateur Francis Lawrence, avec Will Smith, est sortie en 2007.